# Danh sách tập phim Fairy Tail (mùa 6)
Đây là danh sách tập phim anime Fairy Tail mùa 6 của đạo diễn Ishihira Shinji, sản xuất bởi A-1 Pictures và Satelight.
Mùa này bắt đầu phát sóng từ  6 tháng 10 năm 2012 đến 30 tháng 3 năm 2013 trên TV Tokyo.

## Danh sách tập
| #   | Tên tập phim                                                                                                 | Ngày phát sóng gốc        | Ngày phát sóng tại Việt Nam |
| --- | --- | ------------------------- | --------------------------- |
| 151 | "Sabertooth" "Seibātūsu" (剑咬の虎)                                                                          | ngày 6 tháng 10 năm 2012  | 8 tháng 6 năm 2016          |
| 152 | "Hướng đến vị trí số 1" "Soshite Ore-tachi wa Chōjō o Mezasu" (そしてオレたちは顶上を目指す)                 | ngày 13 tháng 10 năm 2012 | 9 tháng 6 năm 2016          |
| 153 | "Vũ khúc Ngân Hà" "Hoshiboshi no Uta" (星々の歌)                                                             | ngày 20 tháng 10 năm 2012 | 10 tháng 6 năm 2016         |
| 154 | "Chỉ đủ thời gian để lướt qua nhau" "Surechigatta Jikan no Bun dake" (すれ违った时间の分だけ)                | ngày 27 tháng 10 năm 2012 | 13 tháng 6 năm 2016         |
| 155 | "Thành phố nở hoa Crocus" "Hanasaku Miyako: Kurokkasu" (花笑く都・クロッカス)                                | ngày 3 tháng 11 năm 2012  | 14 tháng 6 năm 2016         |
| 156 | "Sky Labyrinth" "Sukai Rabirinsu" (空中迷宮)                                                                 | ngày 10 tháng 11 năm 2012 | 15 tháng 6 năm 2016         |
| 157 | "Bang hội mới" "Shinki Girudo" (新规ギルド)                                                                  | ngày 17 tháng 11 năm 2012 | 16 tháng 6 năm 2016         |
| 158 | "Đêm sao rơi" "Hoshi Furu Yoru ni" (星降ル夜ニ)                                                              | ngày 24 tháng 11 năm 2012 | 17 tháng 6 năm 2016         |
| 159 | "Lucy đấu với Flare" "Rūshii vs. Furea" (ルーシィ vs. フレア)                                                | ngày 1 tháng 12 năm 2012  | 20 tháng 6 năm 2016         |
| 160 | "Điềm xấu" "Kyōzui" (凶瑞)                                                                                   | ngày 8 tháng 12 năm 2012  | 21 tháng 6 năm 2016         |
| 161 | "Chiến xa" "Chariotto" (战车)                                                                                | ngày 15 tháng 12 năm 2012 | 22 tháng 6 năm 2016         |
| 162 | "Elfman đấu với Bacchus" "Erufuman vs. Bakkasu" (エルフマン vs. バッカス)                                    | ngày 22 tháng 12 năm 2012 | 23 tháng 6 năm 2016         |
| 163 | "Mirajēn vs. Jenī" (ミラジェーン vs. ジェニー)                                                               | ngày 5 tháng 1 năm 2013   | 24 tháng 6 năm 2016         |
| 164 | "Yukino đấu với Kagura" "Kagura vs. Yukino" (カグラ vs. ユキノ)                                              | ngày 12 tháng 1 năm 2013  | 27 tháng 6 năm 2016         |
| 165 | "Nổi oán thù cuốn sau chiếc rèm bóng đêm" "Urami wa Yoru no Tobari ni Tsutsumarete" (怨みは夜の帐に包まれて) | ngày 19 tháng 1 năm 2013  | 28 tháng 6 năm 2016         |
| 166 | "Phục ma điện" "Pandemoniumu" (伏魔殿)                                                                       | ngày 26 tháng 1 năm 2013  | 29 tháng 6 năm 2016         |
| 167 | "1 chọi 100" "Hyaku tai Ichi" (100対1)                                                                       | ngày 2 tháng 2 năm 2013   | 30 tháng 6 năm 2016         |
| 168 | "Laxus đấu với Alexei" "Rakusasu vs. Arekusei" (ラクサス vs. アレクセイ)                                     | ngày 9 tháng 2 năm 2013   | 1 tháng 7 năm 2016          |
| 169 | "Wendy đấu với Cheria" "Wendi vs. Sheria" (ウェンディ vs. シェリア)                                          | ngày 16 tháng 2 năm 2013  | 4 tháng 7 năm 2016          |
| 170 | "Nắm đấm bé nhỏ" "Chiisana Kobushi" (小さな拳)                                                               | ngày 23 tháng 2 năm 2013  | 5 tháng 7 năm 2016          |
| 171 | "Trận hải chiến" "Nabaru Batoru" (海战)                                                                      | ngày 2 tháng 3 năm 2013   | 6 tháng 7 năm 2016          |
| 172 | "Mùi hương tôi giành riêng cho cậu" "Kimi ni Sasageru Parufamu" (君に捧げる香り)                             | ngày 9 tháng 3 năm 2013   | 7 tháng 7 năm 2016          |
| 173 | "Trận chiến của các sát long ma đạo sĩ" "Batoru obu Doragon Sureiyā" (バトル・オブ・ドラゴンスレイヤー)      | ngày 16 tháng 3 năm 2013  | 8 tháng 7 năm 2016          |
| 174 | "Tứ long hội tụ" "Yonin no Doragon" (四人の竜)                                                               | ngày 23 tháng 3 năm 2013  | 11 tháng 7 năm 2016         |
| 175 | "Natsu đấu với song long" "Natsu vs. Sōryū" (ナツ vs. 双竜)                                                  | ngày 30 tháng 3 năm 2013  | 12 tháng 7 năm 2016         |